# أبليت

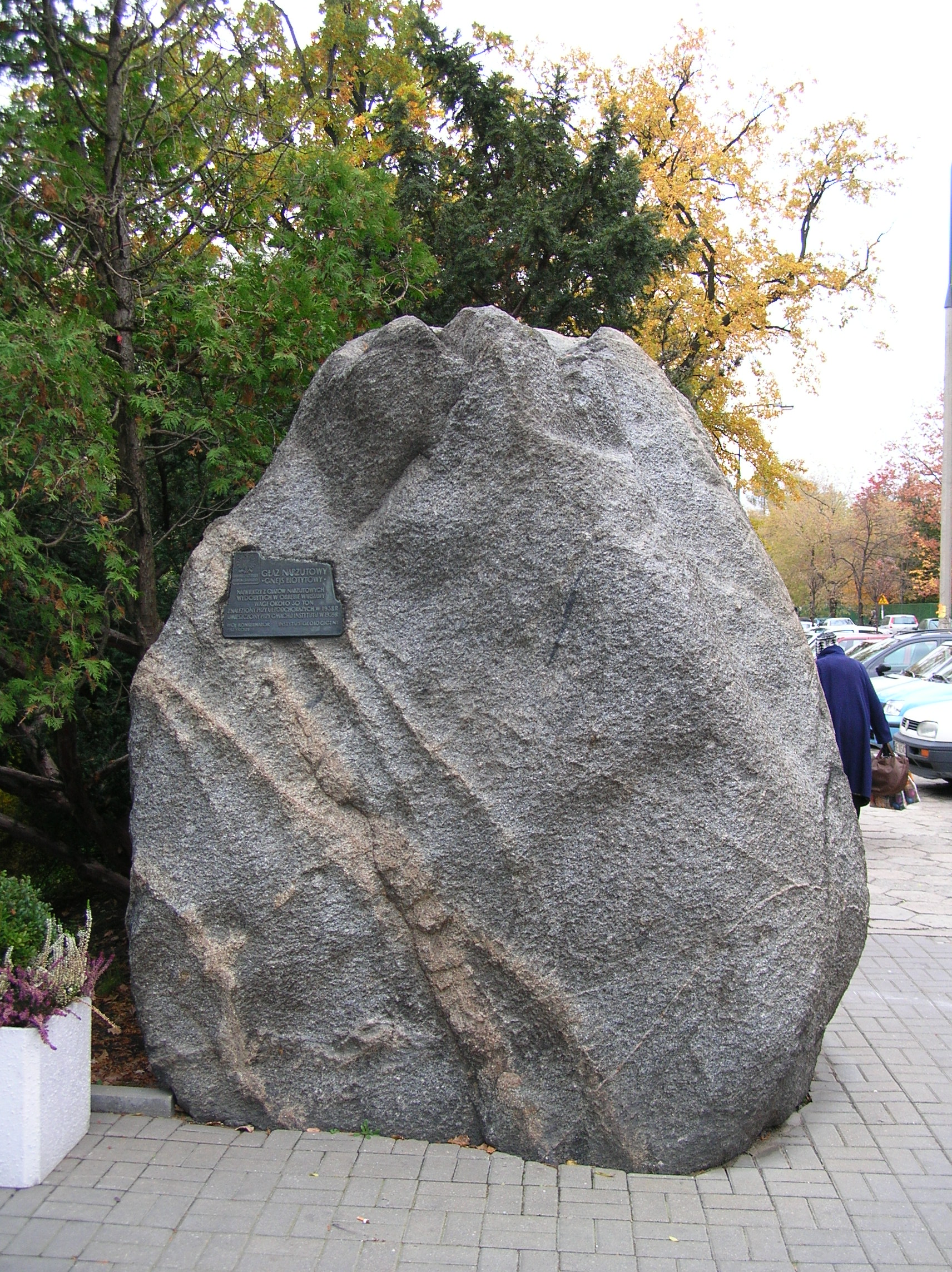
شارد جليدي مع عروق الأبليت

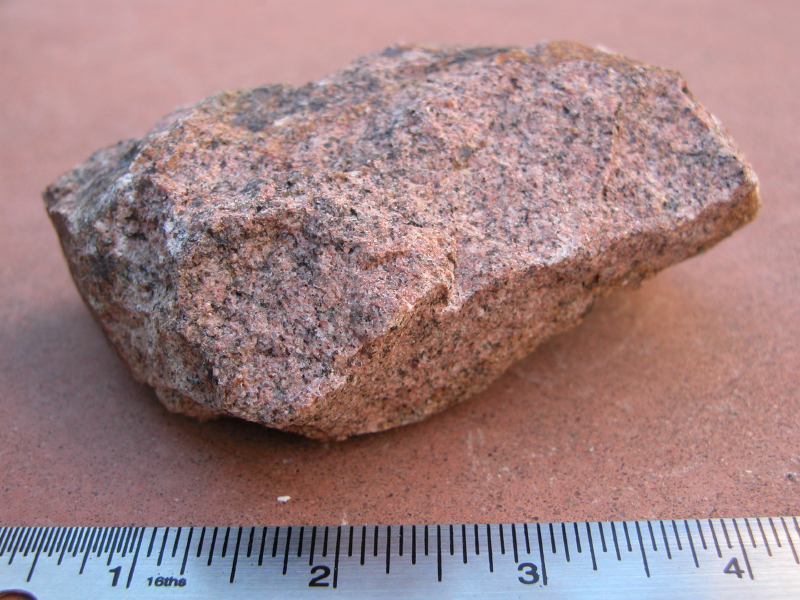
أبليت، يُظهر نسيجًا دقيق الحبيبات

أبليت هي صخور بركانية بلوتونية ذات تركيب معدني مماثل للغرانيت، ولكن فيها الحببيات أدق بكثير، أقل من 1 ملم. تهيمن معادن المرو والفلسبار عليها. غالبًا ما يستخدم المصطلح "aplite" أو "aplitic" كمصطلح تركيبي لوصف عروق المرو والفلسبار بقوام «سكرية» ناعم إلى متوسط الحبيبات. عادة ما تكون الأبليتات دقيقة الحبيبات، بيضاء أو رمادية أو وردية، ولا يمكن رؤية مكوناتها إلا بمساعدة عدسة مكبرة. عادة ما يتم ملاحظة الجيوب النافذة وعروق الأبليت التي تعبر الأجسام الجرانيتية؛ وقوعها أيضا، وإن كان أقل كثيرا، في سيانيت، ديوريت، الكوارتز - دياباز وصخور الغابرو.